# Caratê nos Jogos Pan-Americanos de 2019 - Até 68 kg feminino
A categoria até 68 kg feminino foi disputada nas competições do caratê nos Jogos Pan-Americanos de 2019, em Lima. Foi realizada no Polideportivo de Villa El Salvador no dia 11 de agosto.

## Calendário
Horário local (UTC-5).
| Data         | Horário | Fase          |
| ------------ | ------- | ------------- |
| 11 de agosto | 9:00    | Primeira fase |
| 11 de agosto | 13:00   | Semifinal     |
| 11 de agosto | 14:40   | Final         |

## Medalhistas
| Ouro   | DOM Tanya Rodríguez                   |
| Prata  | CHI Susana Li                         |
| Bronze | COL Wendy Mosquera VEN Marianth Baute |

## Resultados

### Grupo 1
| Atleta           | Nação                    | J | V | E | D | Pontos | Pontos | Pontos |
| Atleta           | Nação                    | J | V | E | D | PF     | PC     | Dif    |
| ---------------- | ------------------------ | - | - | - | - | ------ | ------ | ------ |
| Tanya Rodríguez  | DOM República Dominicana | 3 | 2 | 0 | 1 | 11     | 5      | +6     |
| Susana Li        | CHI Chile                | 3 | 2 | 0 | 1 | 8      | 4      | +4     |
| Cirelys Martínez | CUB Cuba                 | 3 | 2 | 0 | 1 | 3      | 4      | -1     |
| Gabriela López   | PER Peru                 | 3 | 0 | 0 | 3 | 2      | 10     | -8     |

|                        | Score |                        |
| ---------------------- | ----- | ---------------------- |
| Tanya Rodríguez (DOM)  | 2–4   | Susana Li (CHI)        |
| Gabriela López (PER)   | 1–1   | Cirelys Martínez (CUB) |
| Tanya Rodríguez (DOM)  | 6-1   | Gabriela López (PER)   |
| Cirelys Martínez (CUB) | 2-1   | Susana Li (CHI)        |
| Tanya Rodríguez (DOM)  | 3-0   | Cirelys Martínez (CUB) |
| Susana Li (CHI)        | 3–0   | Gabriela López (PER)   |

### Grupo 2
| Atleta         | Nação              | J | V | E | D | Pontos | Pontos | Pontos |
| Atleta         | Nação              | J | V | E | D | PF     | PC     | Dif    |
| -------------- | ------------------ | - | - | - | - | ------ | ------ | ------ |
| Marianth Baute | VEN Venezuela      | 3 | 3 | 0 | 0 | 14     | 2      | +12    |
| Wendy Mosquera | COL Colômbia       | 3 | 2 | 0 | 1 | 9      | 5      | +4     |
| Cheryl Murphy  | USA Estados Unidos | 3 | 1 | 0 | 2 | 1      | 4      | -3     |
| Gabrielle Sepe | BRA Brasil         | 3 | 0 | 0 | 3 | 1      | 14     | -13    |

|                      | Score |                      |
| -------------------- | ----- | -------------------- |
| Marianth Baute (VEN) | 5-1   | Wendy Mosquera (COL) |
| Gabrielle Sepe (BRA) | 0–1   | Cheryl Murphy (USA)  |
| Marianth Baute (VEN) | 6-1   | Gabrielle Sepe (BRA) |
| Cheryl Murphy (USA)  | 0–1   | Wendy Mosquera (COL) |
| Marianth Baute (VEN) | 3-0   | Cheryl Murphy (USA)  |
| Wendy Mosquera (COL) | 7-0   | Gabrielle Sepe (BRA) |

### Finais
|  | Semifinais            | Semifinais      |   |  | Disputa do ouro       | Disputa do ouro |  |
|  |                       |                 |   |  |                       |                 |  |
|  |                       |                 |   |  |                       |                 |  |
|  | Tanya Rodríguez (DOM) | 3               |   |  |                       |                 |  |
|  | Wendy Mosquera (COL)  | 3               |   |  |                       |                 |  |
|  |                       |                 |   |  |                       |                 |  |
|  |                       |                 |   |  |                       |                 |  |
|  |                       |                 |   |  | Tanya Rodríguez (DOM) | 4               |  |
|  |                       | Susana Li (CHI) | 1 |  |                       |                 |  |
|  |                       |                 |   |  |                       |                 |  |
|  |                       |                 |   |  |                       |                 |  |
|  |                       |                 |   |  |                       |                 |  |
|  |                       |                 |   |  |                       |                 |  |
|  | Susana Li (CHI)       | 2               |   |  |                       |                 |  |
|  | Marianth Baute (VEN)  | 2               |   |  |                       |                 |  |